# Santa Rita (El Torno)
Santa Rita ist eine Landstadt im Departamento Santa Cruz im südamerikanischen Anden-Staat Bolivien.

## Lage im Nahraum
Santa Rita ist zweitgrößter Ort des Municipio El Torno in der Provinz Andrés Ibáñez. Die Stadt liegt auf einer Höhe von 516 m am rechten Ufer des Río Piraí zwischen den Städten El Torno und La Guardia.

## Geographie
Santa Rita liegt im tropischen Feuchtklima am Ostrand der Anden-Gebirgskette der Cordillera Oriental. Die Region war vor der Kolonisierung von tropischem Feuchtwald bedeckt, ist heute aber größtenteils Kulturland. Die Region weist ein semihumides schwülfeuchtes Tropenklima auf mit geringen Tages- und Nachtschwankungen der Temperaturen.
Die Jahresdurchschnittstemperatur der Region liegt bei etwa 24 °C (siehe Klimadiagramm El Torno), die monatlichen Durchschnittstemperaturen schwanken zwischen 20 °C im Juni und Juli und 26 °C von November bis Februar. Der jährliche Niederschlag beträgt im langjährigen Mittel etwa 1100 mm, einer kurzen Trockenzeit von Juli bis September mit Monatsniederschlägen von unter 50 mm steht eine ausgedehnte Feuchtezeit gegenüber, in der von November bis März die Monatswerte teilweise deutlich über 100 mm hinausgehen.

## Verkehrsnetz
Santa Rita liegt in einer Entfernung von 31 Straßenkilometern südwestlich von Santa Cruz, der Hauptstadt des Departamentos.
Vom Zentrum von Santa Cruz aus führt die asphaltierte Nationalstraße Ruta 7 als vierspurige „Avenida Grigotá“ in südwestlicher Richtung aus der Stadt hinaus und dann über die Städte El Carmen und La Guardia nach Santa Rita und weiter über El Torno, La Angostura, Samaipata und Comarapa nach Cochabamba.

## Bevölkerung
Die Einwohnerzahl der Ortschaft ist in den vergangenen beiden Jahrzehnten auf mehr als das Doppelte angestiegen:
| Jahr | Einwohner | Quelle       |
| ---- | --------- | ------------ |
| 1992 | 1424      | Volkszählung |
| 2001 | 2115      | Volkszählung |
| 2012 | 3377      | Volkszählung |
| 2024 |           | Volkszählung |

Aufgrund der Zuwanderungsgeschichte der Bevölkerung weist die Region einen deutlichen Anteil an Quechua-Bevölkerung auf, im Municipio El Torno sprechen 27,7 Prozent der Bevölkerung Quechua.